# Tobias Lund Andresen
Tobias Lund Andresen (Taastrup, 20 agosto 2002) è un ciclista su strada e pistard danese che corre per il Team Picnic PostNL; è professionista dal 2023.

## Palmarès

### Strada
- 2019 (Juniores)

E3 BinckBank Classic Junior
- 2020 (Juniores)

Campionati danesi, Prova in linea Junior
1ª tappa Visegrad 4 Juniors (Vásárosnamény > Nyíregyháza)
2ª tappa, 1ª semitappa Visegrad 4 Juniors (Nyíregyháza > Nyíregyháza, cronometro)
2ª tappa, 2ª semitappa Visegrad 4 Juniors (Ibrány > Ibrány)
3ª tappa Visegrad 4 Juniors (Vásárosnamény > Nyíregyháza)
Classifica generale Visegrad 4 Juniors
2ª tappa, 1ª semitappa Grand Prix Rüebliland (Seon > Seon)
3ª tappa Grand Prix Rüebliland (Sulz > Sulz)
- 2021 (Development Team DSM, una vittoria)

7ª tappa Tour de Bretagne (Guitté > Dinan)
- 2024 (Team DSM-Firmenich PostNL, sei vittorie)

4ª tappa Giro di Turchia (Marmaris > Bodrum)
5ª tappa Giro di Turchia (Bodrum > Kuşadası)
7ª tappa Giro di Turchia (Smirne > Smirne)
3ª tappa Giro di Danimarca (Kolding > Haderslev)
5ª tappa Giro di Danimarca (Roskilde > Gladsaxe)
4ª tappa Giro di Croazia (Veglia > Albona)
- 2025 (Team Picnic PostNL, una vittoria)

Surf Coast Classic

#### Altri successi
- 2020 (Juniores)

Classifica a punti Grand Prix Rüebliland
- 2024 (Team DSM-Firmenich PostNL)

Classifica a punti Giro di Turchia
1ª tappa Giro di Danimarca (Holstebro > Holstebro, cronosquadre)
Classifica a punti Giro di Danimarca
Classifica a punti Giro di Croazia
Classifica giovani Giro di Croazia
- 2025 (Team Picnic PostNL)

Classifica a punti Quattro Giorni di Dunkerque

### Pista
- 2019

Campionati danesi, Inseguimento a squadre (con Frederik Wandahl, William Blume Levy e Victor Fuhrmann)
- 2020

Campionati europei, Americana Junior (con Kasper Andersen)

## Piazzamenti

### Grandi Giri
- Giro d'Italia

2024: 140º
- Tour de France

2025: 96º

### Classiche monumento
- Parigi-Roubaix

2023: ritirato

### Competizioni mondiali
- Campionati del mondo su strada

Wollongong 2022 - In linea Under-23: 27º
- Campionati del mondo su pista

Francoforte sull'Oder 2019 - Inseguimento a squadre Junior: 8º
Francoforte sull'Oder 2019 - Corsa a punti Junior: 14º

### Competizioni continentali
- Campionati europei su strada

Anadia 2022 - In linea Under-23: 69º
Drenthe 2023 - In linea Elite: 87º
Limburgo 2024 - In linea Elite: ritirato
- Campionati europei su pista

Fiorenzuola d'Arda 2020 - Inseguimento a squadre Junior: 4º
Fiorenzuola d'Arda 2020 - Americana Junior: vincitore